# Acanthinevania szepligeti
Acanthinevania szepligeti är en stekelart som först beskrevs av Bradley 1908.  Acanthinevania szepligeti ingår i släktet Acanthinevania och familjen hungersteklar. Inga underarter finns listade i Catalogue of Life.